# 金川英雄
金川 英雄（かねかわ ひでお、1936年10月10日 - ）は、愛知県出身の日本のバスケットボール選手である。

## 人物
立教大学卒業。
八幡製鐵所在籍中、全日本チームに選ばれ、ローマ五輪に出場した。

## 日本代表歴
- 1958アジア大会
- 1960アジア選手権
- 1960ローマ五輪